# Bantoide Cross-Sprachen
Die bantoiden Cross-Sprachen (kurz Bantoid-Cross) bilden zusammen mit den platoiden Sprachen das Ost-Benue-Kongo, einen Zweig der Benue-Kongo-Sprachen, die ihrerseits zum Niger-Kongo gehören.
Die rund 700 Sprachen werden von etwa 220 Millionen Menschen in Nigeria, Kamerun und ganz Zentral- und Südafrika gesprochen. Bantoid-Cross zerfällt in zwei Hauptgruppen:
- Bantoid-Cross
  - Cross River (65 Sprachen, 6 Mio. Sprecher, Südost-Nigeria, Kamerun)
  - Bantoid (650 Sprachen, 215 Mio. Sprecher, Nordost-Nigeria, Zentral- und Südafrika)

Die bantoiden Sprachen schließen die große Gruppe der Bantusprachen mit ein.